# A연속과 B연속
철학에서, A연속과 B연속은 사건 사이의 시간 순서 관계의 두 가지 다른 설명이다. 두 연속은 사건 사이의 시간 관계를 설명하는 시제의 사용에 주로 다르다. 조건은 시간의 현실성에 대한 그의 주장의 일환으로 1908년에 스코틀랜드의 관념론 철학자 존 맥태거트가 도입했지만, 그 이후 시간의 철학의 현대적인 토론의 참조에 널리 사용되는 용어가 되었다.

## 같이 보기
- 시간의 B이론
- 시간의 불실재성

## 참고 도서
- Craig, William Lane, The Tensed Theory of Time, Springer, 2000.
- Craig, William Lane, The Tenseless Theory of Time, Springer, 2010.
- McTaggart, J.E., 'The Unreality of Time', Mind, 1908.
- McTaggart, J.E.,The Nature of Existence, vols. 1-2, Cambridge University Press, Cambridge, 1968.
- Bradley, F.H., The Principles of Logic, Oxford University Press, Oxford, 1922.